# Блупер

Спинакер (справа на картинке) и блупер (слева на картинке)

Блупер (шутер, бигбой, подветренный спинакер) (англ. blooper) — дополнительный передний парус, устанавливаемый на крейсерно-гоночных яхтах. Отличается высоко расположенным шкотовым углом. «Пузатый» стаксель со свободной (без карабинов) шкаториной. Галсовый угол крепят за ту же оковку, что и стаксель. Поднимают на втором спинакер-фале.
Ставят вместе со спинакером (с подветренной стороны от него), для уравновешивания тяги спинакера и для увеличения скорости, на курсах бакштаг. Встречается другое его название — «подветренный спинакер».